# Напюркі-Ценжке
Напюркі-Ценжке (пол. Napiórki Ciężkie) — село в Польщі, у гміні Жевне Маковського повіту Мазовецького воєводства.
Населення — 81 особа (2011).
У 1975-1998 роках село належало до Остроленцького воєводства.

## Демографія
Демографічна структура станом на 31 березня 2011 року:
|          | Загалом | Допрацездатний вік | Працездатний вік | Постпрацездатний вік |
| -------- | ------- | ------------------ | ---------------- | -------------------- |
| Чоловіки | 41      | 11                 | 25               | 5                    |
| Жінки    | 40      | 12                 | 18               | 10                   |
| Разом    | 81      | 23                 | 43               | 15                   |